# IC 4482
IC 4482 је патуљаста галаксија у сазвјежђу Волар која се налази на листи објеката дубоког неба у Индекс каталогу.
Деклинација објекта је + 18° 56' 37" а ректасцензија 14h 40m 12,4s. Привидна величина (магнитуда) објекта IC 4482 износи 14,7 а фотографска магнитуда 15,3. IC 4482 је још познат и под ознакама CGCG 104-64, PGC 52408.